# Eros (Eros-Ramazzotti-Album)
Eros ist das erste Best-of-Album von Eros Ramazzotti. Es wurde am 27. Oktober 1997, einem Tag vor dem 34. Geburtstag des Sängers, veröffentlicht. Das Album verkaufte sich in den ersten zwei Tagen nach seinem Erscheinen allein in Europa rund 1,2 Millionen Mal. In Deutschland erhielt das Album 1999 Dreifach-Platin für 1,5 Millionen verkaufte Einheiten, in den USA 2000 Multiplatin für mehr als 200.000 verkaufte Alben.

## Lieder
Das Album enthält neben fünf Originalaufnahmen und neun Remixen verschiedener Titel aus der bis dahin fünfzehnjährigen Karriere Ramazzottis mit Ancora un minuto di sole und Quanto amore sei zwei neu aufgenommene Stücke. Die erste Hitsingle des Künstlers Terra promessa aus dem Jahr 1984 wurde im Stile eines Hip-Hop-Liedes neu gemixt. Die erste Singleauskopplung Quanto amore sei wurde vorab am 25. September 1997 veröffentlicht. Der Titel Cose della vita wurde als Gesangsduett mit Tina Turner neu aufgenommen und um Rockmusik-Elemente erweitert. Zu dem Lied wurde im Oktober 1997 im französischen Bergdorf Peille in der Nähe von Turners Haus an der Côte d’Azur ein Musikvideo aufgenommen. Über die Zusammenarbeit mit Andrea Bocelli hatte Ramazzotti bereits zuvor mit ihm gesprochen und beide Künstler waren sich darüber einig, dass dafür nur die knapp zehnminütige Ballade Musica è in Frage kommt, weil diese am besten zum Tenor von Bocelli passe.

## Titelliste
1. Terra promessa – 4:38 (Ramazzotti, Brioschi, Salerno)
2. Una storia importante – 4:05
3. Adesso tu – 4:02
4. Ma che bello questo amore – 4:12
5. Musica è – 9:46 (Duett mit Andrea Bocelli)
6. Occhi di speranza – 3:19
7. Più bella cosa – 4:24
8. Memorie – 3:31
9. Cose della vita (Can’t Stop Thinking of You) (Duett mit Tina Turner) (Ramazzotti, Cassano, Cogliati, Ralston, Turner)
10. L’aurora – 5:32
11. Ancora un minuto di sole – 3:56 (Ramazzotti, Cassano, Cogliati, Fabrizio)
12. Quasi amore – 5:08
13. Se bastasse una canzone – 5:22
14. Un’altra te – 4:40
15. Favola – 4:23
16. Quanto amore sei – 4:16 (Ramazzotti, Cogliati, Guidetti)

## Kritiken
Jason Birchmeier von Allmusic schreibt, dass es zwar ungewöhnlich für eine Best of sei, die meisten Titel neu aufzunehmen, dass aber gerade die Neuaufnahmen das Album interessant machen würden. Dadurch klinge Eros wie ein brillantes neues Album, der Synthiepop der 1980er Jahre sei Adult-Contemporary-Popmusik gewichen. Lediglich die zwei neuen, am Ende platzierten Stücke seien weniger bemerkenswert.

## Kommerzieller Erfolg

### Chartplatzierungen
| ChartsChartplatzierungen | Höchstplatzierung | Wochen |
| ------------------------ | ----------------- | ------ |
| Deutschland (GfK)        | 1 (79 Wo.)        | 79     |
| Italien (FIMI)           | 1 (82 Wo.)        | 82     |
| Österreich (Ö3)          | 1 (50 Wo.)        | 50     |
| Schweiz (IFPI)           | 1 (53 Wo.)        | 53     |

| ChartsJahrescharts (1997) | Platzierung |
| ------------------------- | ----------- |
| Deutschland (GfK)         | 31          |
| Österreich (Ö3)           | 27          |

| ChartsJahrescharts (1998) | Platzierung |
| ------------------------- | ----------- |
| Deutschland (GfK)         | 5           |
| Österreich (Ö3)           | 6           |
| Schweiz (IFPI)            | 8           |

### Auszeichnungen für Musikverkäufe
Eros wurde weltweit mit 3× Gold und 37× Platin ausgezeichnet. Damit verkaufte sich das Album laut Auszeichnungen über 5,3 Millionen Mal (inklusive Premium-Streaming).
| Land/Region               | Auszeichnungen für Musikverkäufe (Land/Region, Auszeichnung, Verkäufe) | Verkäufe    |
| ------------------------- | ---------------------------------------------------------------------- | ----------- |
| Argentinien (CAPIF)       | Platin                                                                 | 60.000      |
| Belgien (BRMA)            | 2× Platin                                                              | (100.000)   |
| Brasilien (PMB)           | Gold                                                                   | 100.000     |
| Dänemark (IFPI)           | 6× Platin                                                              | (120.000)   |
| Deutschland (BVMI)        | 3× Platin                                                              | (1.500.000) |
| Europa (IFPI)             | 5× Platin                                                              | 5.000.000   |
| Finnland (IFPI)           | Platin                                                                 | (54.381)    |
| Frankreich (SNEP)         | 2× Platin                                                              | (600.000)   |
| Griechenland (IFPI)       | Platin                                                                 | (20.000)    |
| Italien (FIMI)            | Gold                                                                   | (25.000)    |
| Kanada (MC)               | Gold                                                                   | 50.000      |
| Niederlande (NVPI)        | 2× Platin                                                              | (200.000)   |
| Norwegen (IFPI)           | 2× Platin                                                              | (100.000)   |
| Österreich (IFPI)         | 2× Platin                                                              | (100.000)   |
| Schweden (IFPI)           | 2× Platin                                                              | (160.000)   |
| Schweiz (IFPI)            | 4× Platin                                                              | (200.000)   |
| Spanien (Promusicae)      | 2× Platin                                                              | (200.000)   |
| Vereinigte Staaten (RIAA) | 2× Platin                                                              | 120.000     |
| Insgesamt                 | 3× Gold · 37× Platin ·                                                 | 5.330.000   |

Hauptartikel: Eros Ramazzotti/Auszeichnungen für Musikverkäufe